# Koronna
Koronna lub Góra Koronna – wzniesienie na Wyżynie Olkuskiej. Od wschodniej strony łagodnie przechodzi w bezleśną wierzchowinę z polami uprawnymi miejscowości Smardzowice, stoki zachodnie porośnięte lasem stromo opadają do Doliny Prądnika tworząc jej lewe zbocza. Od północy wcina się w nie Wąwóz Smardzowicki, od południa Wąwóz Żydowski. Przez szczyt i wierzchowinę Góry Koronnej biegnie granica Ojcowskiego Parku Narodowego; należą do niego porośnięte lasem stoki zachodnie, opadające do doliny rzeki Prądnik.
Lasy porastające te zbocza to lasy mieszane z przewagą grabów, dębów i leszczyny. Na skałach i miejscach odkrytych występują murawy kserotermiczne, na stromych zboczach rośnie ostnica Jana. Na Górze Koronnej z rzadkich roślin występuje także lilia złotogłów, kozłek trójlistkowy i storczyki z rodzajów kruszczyk i buławnik.
Dolną część stoków Góry Koronnej (naprzeciwko Bramy Krakowskiej) tworzy duży masyw skał wapiennych zwanych Skałami Koronnymi. Najwybitniejsza z nich to Rękawica, za którą w masywie Góry Koronnej znajduje się Jaskinia Ciemna – jedna z dwóch turystycznie udostępnionych do zwiedzania jaskiń Ojcowskiego Parku Narodowego.
Przez Górę Koronną prowadzi znakowany szlak turystyki pieszej. Jest na nim kilka punktów widokowych, z których rozciągają się widoki na Dolinę Prądnika i miejscowości Biały Kościół i Ojców.

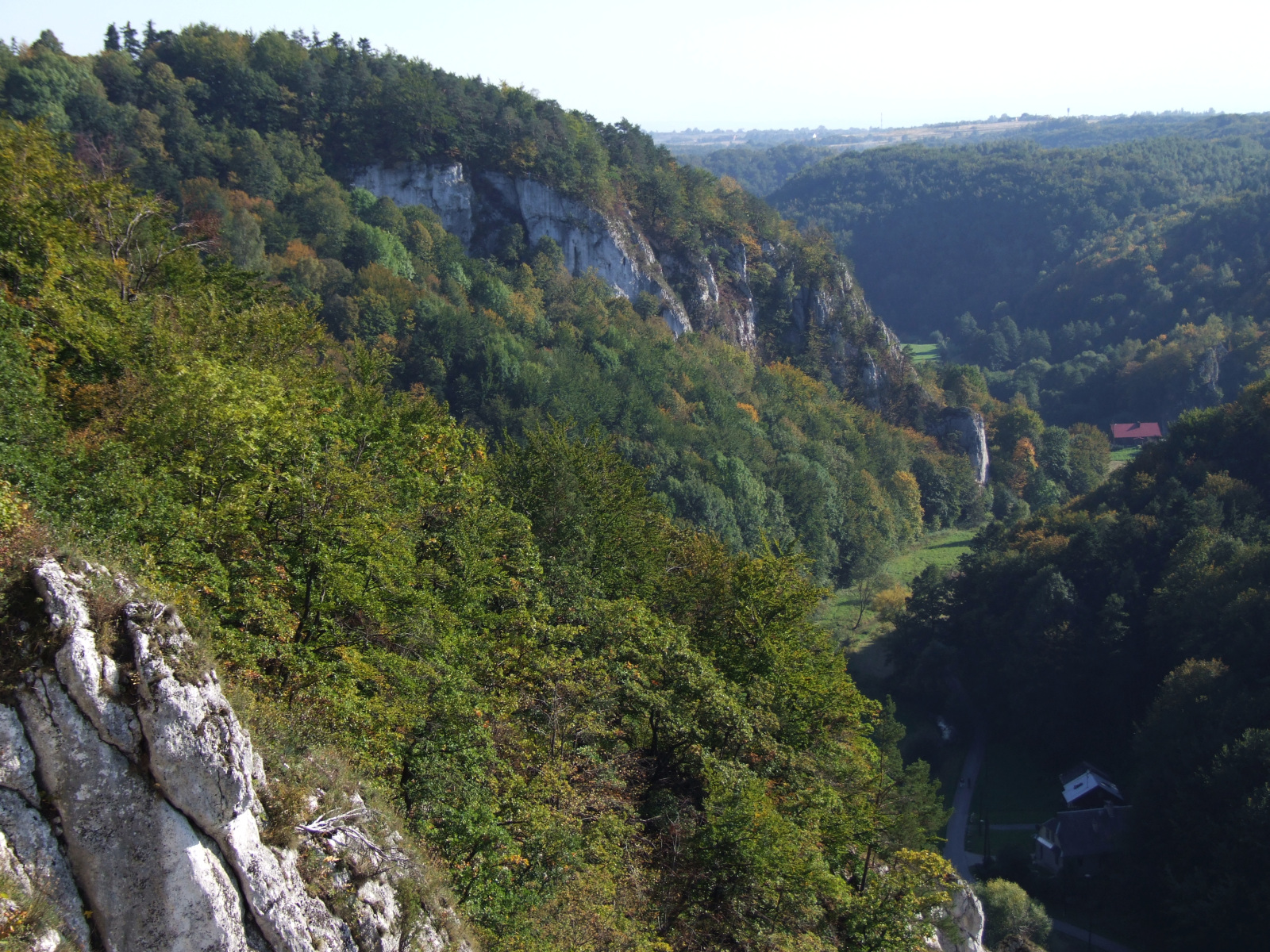
Widok ze szczytu na Dolinę Prądnika

## Szlak turystyki pieszej
wejście obok skały Słupek, przez wąwóz Wawrzonowy Dół, wypłaszczenie Skały Krukowskiego, Jaskinię Ciemną, obok skały Rękawica, przez punkty widokowe na Górze Koronnej, Wapiennik, obok Podwójnej i Skały Puchacza do dna Doliny Prądnika przy wylocie Wąwozu Smardzowickiego.